# 나카카루이자와역
나카카루이자와역(中軽井沢駅)은 나가노현 기타사쿠군 가루이자와정 나가쿠라 3901에 위치한 시나노 철도 시나노 철도선의 역이다.

## 승강장
| 상행 | ■ 시나노 철도선 | 가루이자와 방면                       |
| 하행 | ■ 시나노 철도선 | 고모로・우에다・시노노이・나가노 방면 |

## 역사
- 1910년 7월 15일 : 신에쓰 본선 가츠카케 역(沓掛駅)으로 개통.
- 1956년 4월 10일 : 나카카루이자와 역으로 개칭.
- 1987년 4월 1일 : 일본국유철도 분할민영화로 동일본 여객철도 소속이 됨.
- 1997년 10월 1일 : 나가노 신칸센 (현 호쿠리쿠 신칸센) 개통으로 가루이자와-시노노이 구간이 시나노 철도로 이관되면서 시나노 철도선 소속이 됨.

## 인접역
| 시나노 철도 ■ 시나노 철도선 | 시나노 철도 ■ 시나노 철도선 | 시나노 철도 ■ 시나노 철도선 |
| --------------------------- | --------------------------- | --------------------------- |
| 가루이자와 가루이자와 방면  |                             | 시나노오이와케 고모로 방면  |